# Autophila luxuriosa
Autophila luxuriosa is een vlinder uit de familie van de spinneruilen (Erebidae). De wetenschappelijke naam van de soort is voor het eerst geldig gepubliceerd in 1933 door Zerny.
Deze nachtvlinder komt voor in Europa.